# Arthur Marohn
Arthur Marohn (Mariendorf, 14 giugno 1893 – Berlino, 21 aprile 1975) è stato un calciatore tedesco, di ruolo centrocampista.